# Kali Rejo (Gondang Wetan)
Kali Rejo is een bestuurslaag in het regentschap Pasuruan van de provincie Oost-Java, Indonesië. Kali Rejo telt 3319 inwoners (volkstelling 2010).